# Pietro Torelli

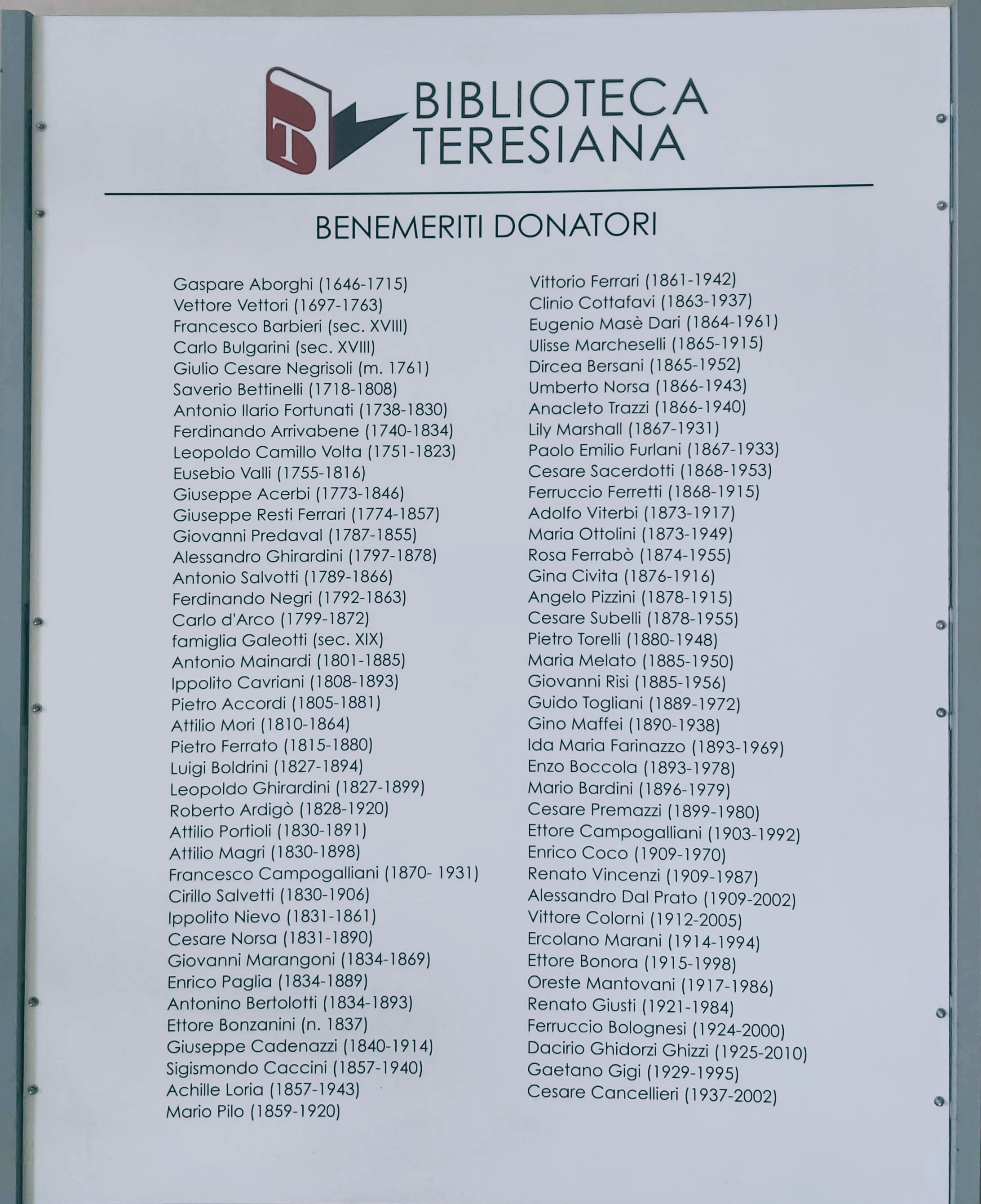
Pietro Torelli tra i donatori della Biblioteca Teresiana di Mantova.

Pietro Torelli (Mantova, 18 agosto 1880 – Mantova, 23 luglio 1948) è stato un giurista, storico e archivista italiano.

## Biografia
Laureatosi in giurisprudenza e quindi in lettere all'Università di Bologna, ricopri l'incarico di direttore dell'Archivio di Stato di Reggio Emilia e poi dell'Archivio di Stato di Mantova, succedendo ad Alessandro Luzio. Fu ordinario di storia del diritto italiano e preside della facoltà di giurisprudenza nell'Università di Bologna. Dal 1929 al 1948 fu presidente della Regia Accademia nazionale virgiliana di Mantova.
Nel suo Regesta Chartarum Italiae suppose la discendenza longobarda della famiglia Gonzaga, scrivendo a tale proposito: Longobardi sunt illi.
Fu eletto il 18 aprile 1948 Senatore della Repubblica, ma morì pochi mesi dopo, il 23 luglio.

## Opere
- Regesta Chartarum Italiae, 1915
- L'Archivio Gonzaga di Mantova, 1920
- Capitanato del popolo e vicariato imperiale come elementi costitutivi della Signoria Bonaccolsiana, 1923
- Un comune cittadino in territorio ad economia agricola, 1930
- Per l'edizione critica della Glossa accursiana alle Istituzioni, 1934
- Lezioni di storia del diritto italiano, 1947